# 崔贤

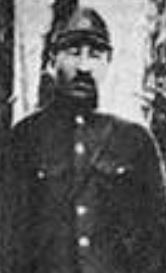
崔贤

崔贤（朝鲜语：／ Ch‘oe Hyŏn */?，1907年4月8日—1982年4月9日），朝鲜劳动党中央政治局委员、朝鲜人民军大将。

## 生平
原名崔得权，生于中国吉林珲春县春化葫芦头沟村，原籍朝鲜咸镜北道惠山郡。1918年随父参加朝鲜独立军。1924年因进行反日活动被捕入狱，1926年被判处无期徒刑，后被减刑为6年徒刑。1932年7月出狱，参加延吉县太阳帽赤卫队，成为负责人之一，旋即加入中国共产党。1933年1月任延吉抗日游击大队第1中队政治指导员。1934年3月，任东北人民革命军第2军独立师1团一连政治指导员。1935年底任第一连连长。1936年2月升为第2军第1师第1团团长。1938年7月任抗联第一路军第三方面军第13团团长。1941年1月中旬进入在苏联的南野营。1942年8月抗联余部在苏联缩编后，任苏联远东方面军独立第88步兵旅第1营第1连连长。
崔贤在于1964年出版的回忆录《革命的道路》里称，他在1935年5月某天，指挥游击队偷袭了日军运送军事物资的火车。当天，他率领游击队员们潜伏在铁道周围，在火车驶过来的那一刻猛然发动袭击，队员们叫骂着朝火车开火，火车头倾出了铁轨，接着他们冲出来，一边开枪一边扔手榴弹，将300余名日军当场消灭。又有一次，在金日成领导的一场反围剿战斗中，他与金日成及另外三人，共计五人，干掉了500名前来围剿的日军，而五人中无一人伤亡。
朝鲜解放后回国。1948年任内务省“三八线”警备旅旅长。1949年2月任人民军第2师师长。1951年2月任人民军第2军军长，同年轉任人民军政治局长。1956年6月，崔贤任朝鲜民族保卫副相，大将军衔，1958年4月—1962年9月任递信相，1964年当选中央军事委员会副委员长，1968年12月—1972年12月任民族保卫相，1972年12月—1976年5月任国防委员会副委员长、人民武装力量部部长，1976年5月单任国防委员会副委员长。1980年当选中央政治局委员、军委委员。1982年4月9日病逝，享壽75歲。

## 家族
其子崔龍海，曾任朝鮮勞動黨中央軍事委員會副委員長、朝鮮國防委員會委員，现为朝鲜劳动党中央政治局常委、朝鲜国务委员会第一副委员长、最高人民会议常任委员会委员长。

## 紀念
朝鮮人民軍海軍於2025年起服役的驅逐艦命名為崔賢級驅逐艦，此艦為該國首次裝備相位陣列雷達與垂直發射系統的水面艦艇。